# 矛梭螺
矛梭螺（学名：Cuspivolva formosa）是一個海螺的物种，屬於梭螺科的腹足纲软体动物。
舊屬矛梭螺属，今屬Cuspivolva屬。

## 分佈
分布于日本、泰国、加里曼丹东海岸、台湾岛以及中国大陆的福建沿海等地，常栖息于岩礁底质的柳珊瑚上面以及水深15-18m。该物种的模式产地在加里曼丹岛。

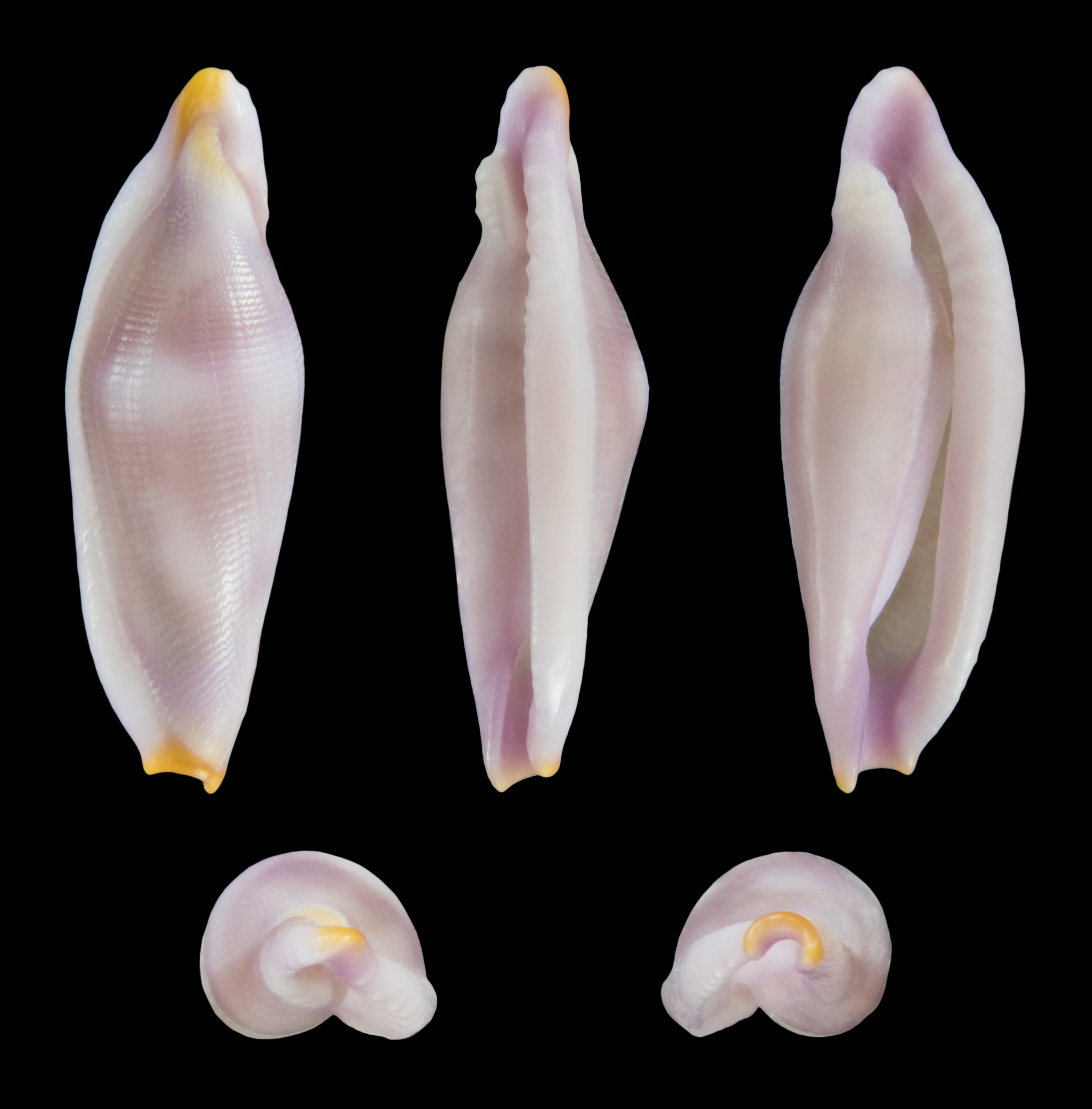